# NGC 1177
NGC 1177 è una galassia lenticolare situata nella costellazione di Perseo, a una distanza di circa 260 milioni di anni luce dalla nostra Via Lattea.

## Scoperta
La galassia è stata scoperta il 29 novembre 1874 dall'astronomo irlandese Lawrence Parsons. La galassia fu poi nuovamente osservata il 1 novembre 1888 dall'astronomo statunitense Lewis Swift e in base a queste nuove osservazioni inclusa nell'Index Catalogue con la designazione IC 281.

## Descrizione
NGC 1177 si trova all'incirca alla stessa distanza dalla nostra Via Lattea di NGC 1175, che appare molto vicina nelle immagini. Le due galassie dovrebbero quindi formare una coppia in interazione gravitazionale reciproca.